# Wołodymyr Iszczenko
Wołodymyr Semenowycz Iszczenko, ukr. Володимир Семенович Іщенко, ros. Владимир Семёнович Ищенко, Władimir Siemionowicz Iszczienko (ur. 1 października?/14 października 1914 w Mikołajowie, Imperium Rosyjskie, zm. 6 grudnia 1984 w Mikołajowie) – ukraiński piłkarz, grający na pozycji napastnika, trener piłkarski.

## Kariera piłkarska
W 1930 rozpoczął karierę piłkarską w drużynie im.IX Zjazdu Komsomołu z miasta Mikołajów. W 1934 roku został piłkarzem zespołu Zakładu im. A. Marty, gdzie pracował po zakończeniu szkoły średniej. W 1937 przeniósł się do Sudnobudiwnyka Mikołajów, który w następnym roku zmienił nazwę na Dynamo. Również w 1938 bronił barw reprezentacji Odessy oraz Dynama Odessa. W 1939 powrócił do Sudnobudiwnyka Mikołajów i został mianowany na kapitana drużyny. W 1941 przeszedł do pierwszoligowego Spartaka Charków. Po rozpoczęciu Wielkiej Wojny Ojczyźnianej został ewakuowany z zakładem do uralskiego miasta Perm. Po zakończeniu II wojny światowej zasilił skład drużyny m.Mołotow, w której zakończył karierę piłkarza w roku 1946.

## Kariera trenerska
Po zakończeniu kariery piłkarskiej rozpoczął pracę szkoleniowca. Od 1948 do 1953 prowadził drużynę m.Mołotow, a potem pomagał trenować permski klub. W 1964 stał na czele Sudnobudiwnyk Mikołajów, którym kierował do czerwca 1965. Potem do 1971 pracował w sztabie szkoleniowym mikołajowskiego klubu. Od 1971 do 1977 trenował juniorską reprezentację Mikołajowa. Przewodniczył Mikołajowskim Obwodowym Związkiem Piłki Nożnej.
6 grudnia 1984 zmarł w Mikołajowie w wieku 70 lat.

## Sukcesy i odznaczenia

### Sukcesy trenerskie
drużyna m.Mołotow
- awans do Klasy B ZSRR: 1952